# Conostigmus montanus
Conostigmus montanus är en stekelart som beskrevs av Jean-Jacques Kieffer 1907. Conostigmus montanus ingår i släktet Conostigmus och familjen trefåresteklar. Inga underarter finns listade i Catalogue of Life.